# 会津村松駅
会津村松駅（あいづむらまつえき）は、福島県喜多方市にあった日本国有鉄道（国鉄）日中線の駅（廃駅）である。日中線の廃止にともない、1984年（昭和59年）に廃止された。

## 駅構造
単式ホーム1面1線の地上駅であった。また、貨物扱い時代の名残として、喜多方側に側線1本を有した。晩年は駅舎の荒廃が問題になっていた。

## 歴史
- 1938年（昭和13年）8月18日：開業[1]。一般駅。
- 1957年（昭和32年）7月1日：貨物、荷物取り扱い廃止[2][3]。駅員無配置駅となる[4]。
- 1974年（昭和49年）10月1日：貨物、荷物取り扱い再開[2]。一般駅[2]。
- 1980年（昭和55年）2月10日：貨物取り扱い廃止[2]。
- 1984年（昭和59年）
  - 2月1日：荷物取り扱い廃止[2]。
  - 4月1日：廃線に伴い廃止[2]。

## 現状
駅舎は撤去され、構内跡地はサイクリングロード「日中線記念自転車歩行者道」として整備されており、貨物用側線があった場所はやや広いスペースとなっている。駅舎跡地および駅前通りは国道459号の一部となっている。

## 隣の駅
日本国有鉄道
日中線
喜多方駅 - 会津村松駅 - 上三宮駅